# Omobrus
Omobrus is een geslacht van kevers uit de familie van de loopkevers (Carabidae). De wetenschappelijke naam van het geslacht is voor het eerst geldig gepubliceerd in 1930 door Andrewes.

## Soorten
Het geslacht Omobrus omvat de volgende soorten:
- Omobrus pilosus Louwerens, 1952
- Omobrus praetextus Andrewes, 1930
- Omobrus punctulatus Jedlicka, 1935